# 保加利亞體育
保加利亞在許多體育項目上都有傳統。保加利亞自第一屆奧運會開始就參加了夏季奧運會。至2012年，保加利亞已經獲得了214塊奧運獎牌，包括51塊金牌、85塊銀牌和78塊銅牌。保加利亞在奧運會上表現最好的體育項目是角力和射擊。保加利亞最受歡迎的體育項目是足球，索菲亞中央陸軍是保加利亞最成功的足球俱樂部。保加利亞國家排球隊也是世界排球強隊之一。